# 中野組
二代目中野組（なかのぐみ）は、大阪府堺市に本部を置く暴力団で、指定暴力団・神戸山口組の二次団体。

## 略歴

### 初代体制
- 1985年11月、山口組系桜井組傘下の中野連合組長・中野雅己が、四代目山口組の直参（若中）に昇格する。
- 1989年5月、中野は五代目山口組が発足後も引き続き若中となる。
- 2005年7月、中野は六代目山口組が発足後も引き続き若中となる。
- 2008年12月、中野がヤクザを引退し、同時に中野組も解散した。

### 二代目体制
- 2016年1月、初代中野組で若頭を務めていた小嶋恵介が、二代目中野組組長を襲名して、神戸山口組に参画した。
- 同年3月、引退していた初代組長・中野雅己が、六代目山口組より絶縁処分を受ける。
- 2019年1月、小嶋が神戸山口組舎弟に就任する。

## 歴代組長
- 初代 - 中野雅巳（六代目山口組若中／桜井組舎弟頭補佐）
- 二代目 - 小嶋恵介（神戸山口組舎弟／中野組若頭／闘道会会長）